# Tom Phillis
Thomas Edward Phillis (Sydney, 9 aprile 1931 – Isola di Man, 6 giugno 1962) è stato un pilota motociclistico australiano.

## Carriera
Dopo aver iniziato la sua carriera nel motociclismo in Australia e avervi corso sino al 1957, nel 1958 si trasferisce in Europa e comincia a gareggiare nei gran premi; le sue prime presenze sono state registrate al Tourist Trophy dove si è presentato in sella ad una Norton privata, senza però raggiungere risultati tali da essere presente nella classifica iridata.
Le sue prime presenze nelle classifiche iridate risalgono perciò al motomondiale 1959 con un 5º posto al Gran Premio motociclistico dell'Ulster in classe 350, sempre alla guida di una Norton.
Alla fine del motomondiale 1960, dopo aver meditato un suo ritorno in Australia, è stato ingaggiato dalla squadra ufficiale Honda con cui si presenta al via nell'edizione successiva e con cui ottiene il suo primo successo in occasione del Gran Premio motociclistico di Spagna, gara inaugurale della stagione, in classe 125. A quel successo ne aggiunse altri 3 nel corso della stagione, laureandosi campione del mondo.
Nel motomondiale ha vinto in totale 6 gran premi, ai 4 della classe 125 vanno aggiunti altri 2 ottenuti sempre nel 1961 in Classe 250; in questa seconda classe si classificò al secondo posto in classifica generale, alle spalle di Mike Hailwood.
Durante la stagione 1962 trovò la morte in occasione del Tourist Trophy della classe 350, dopo che nelle due gare precedenti in 125 e 250 aveva conquistato due terzi posti.
Indirettamente la sua morte fu anche causa del ritiro dalle competizioni di Gary Hocking, che decise di terminare l'attività agonistica nel motociclismo subito dopo l'incidente mortale di Phillis.

## Risultati nel motomondiale

### Classe 50
| 1962 | Classe | Moto  |   |   |   |  |  |  |    |  |  |  |  | Punti | Pos. |
| ---- | ------ | ----- | - | - | - |  |  |  | -- |  |  |  |  | ----- | ---- |
| 1962 | 50     | Honda | 8 | - | - |  |  |  | NE |  |  |  |  | 0     |      |

| Legenda | 1º posto        | 2º posto            | 3º posto            | A punti      | Senza punti        | Grassetto – Pole position Corsivo – Giro più veloce |
| Legenda | Gara non valida | Non qual./Non part. | Ritirato/Non class. | Squalificato | '-' Dato non disp. | Grassetto – Pole position Corsivo – Giro più veloce |

### Classe 125
| 1961 | Classe | Moto  |   |   |   |   |   |   |   |   |   |   |   | Punti | Pos. |
| ---- | ------ | ----- | - | - | - | - | - | - | - | - | - | - | - | ----- | ---- |
| 1961 | 125    | Honda | 1 | - | 1 | 3 | 1 | 2 | 2 | 3 | 4 | 6 | 1 | 44    | 1º   |

| 1962 | Classe | Moto  |   |   |   |  |  |  |  |  |  |  |  | Punti | Pos. |
| ---- | ------ | ----- | - | - | - |  |  |  |  |  |  |  |  | ----- | ---- |
| 1962 | 125    | Honda | - | - | 3 |  |  |  |  |  |  |  |  | 4     | 13º  |

| Legenda | 1º posto        | 2º posto            | 3º posto            | A punti      | Senza punti        | Grassetto – Pole position Corsivo – Giro più veloce |
| Legenda | Gara non valida | Non qual./Non part. | Ritirato/Non class. | Squalificato | '-' Dato non disp. | Grassetto – Pole position Corsivo – Giro più veloce |

### Classe 250
| 1960 | Classe | Moto  |    |   |   |   |   |   |   |  |  |  |  | Punti | Pos. |
| ---- | ------ | ----- | -- | - | - | - | - | - | - |  |  |  |  | ----- | ---- |
| 1960 | 250    | Honda | NE | - | - | - | - | 2 | - |  |  |  |  | 6     | 6º   |

| 1961 | Classe | Moto  |   |   |   |   |   |   |   |   |   |   |   | Punti | Pos. |
| ---- | ------ | ----- | - | - | - | - | - | - | - | - | - | - | - | ----- | ---- |
| 1961 | 250    | Honda | 2 | - | 1 | 2 | - | 2 | 4 | 4 | 3 | 6 | 1 | 38    | 2º   |

| 1962 | Classe | Moto  |   |   |   |  |  |  |  |  |  |    |  | Punti | Pos. |
| ---- | ------ | ----- | - | - | - |  |  |  |  |  |  | -- |  | ----- | ---- |
| 1962 | 250    | Honda | 3 | 3 | 3 |  |  |  |  |  |  | NE |  | 12    | 4º   |

| Legenda | 1º posto        | 2º posto            | 3º posto            | A punti      | Senza punti        | Grassetto – Pole position Corsivo – Giro più veloce |
| Legenda | Gara non valida | Non qual./Non part. | Ritirato/Non class. | Squalificato | '-' Dato non disp. | Grassetto – Pole position Corsivo – Giro più veloce |

### Classe 350
| 1959 | Classe | Moto   |   |     |   |    |    |   |   |   |  |  |  | Punti | Pos. |
| ---- | ------ | ------ | - | --- | - | -- | -- | - | - | - |  |  |  | ----- | ---- |
| 1959 | 350    | Norton | 7 | Rit | - | NE | NE | - | 5 | - |  |  |  | 2     | 13º  |

| Legenda | 1º posto        | 2º posto            | 3º posto            | A punti      | Senza punti        | Grassetto – Pole position Corsivo – Giro più veloce |
| Legenda | Gara non valida | Non qual./Non part. | Ritirato/Non class. | Squalificato | '-' Dato non disp. | Grassetto – Pole position Corsivo – Giro più veloce |

### Classe 500
| 1958 | Classe | Moto   |    |   |  |  |   |  |  |  |  |  |  | Punti | Pos. |
| ---- | ------ | ------ | -- | - |  |  | - |  |  |  |  |  |  | ----- | ---- |
| 1958 | 500    | Norton | 18 | 9 |  |  | 8 |  |  |  |  |  |  | 0     |      |

| 1959 | Classe | Moto   |   |    |     |     |   |    |     |  |  |  |  | Punti | Pos. |
| ---- | ------ | ------ | - | -- | --- | --- | - | -- | --- |  |  |  |  | ----- | ---- |
| 1959 | 500    | Norton | 7 | 16 | Rit | Rit | 7 | NE | Rit |  |  |  |  | 0     |      |

| 1960 | Classe | Moto   |  |   |  |  |  |   |  |  |  |  |  | Punti | Pos. |
| ---- | ------ | ------ |  | - |  |  |  | - |  |  |  |  |  | ----- | ---- |
| 1960 | 500    | Norton |  | 4 |  |  |  | 6 |  |  |  |  |  | 4     | 10º  |

| 1961 | Classe | Moto   |    |  |  |   |  |  |  |     |  |  |  | Punti | Pos. |
| ---- | ------ | ------ | -- |  |  | - |  |  |  | --- |  |  |  | ----- | ---- |
| 1961 | 500    | Norton | NE |  |  | 3 |  |  |  | Rit |  |  |  | 4     | 12º  |

| Legenda | 1º posto        | 2º posto            | 3º posto            | A punti      | Senza punti        | Grassetto – Pole position Corsivo – Giro più veloce |
| Legenda | Gara non valida | Non qual./Non part. | Ritirato/Non class. | Squalificato | '-' Dato non disp. | Grassetto – Pole position Corsivo – Giro più veloce |